# 益州刺史部
益州刺史部，是漢朝十三州刺史部之一，州治在雒縣（今四川省廣漢市北）。灵帝中平年間移治綿竹縣（今四川省德陽市東北）。献帝興平年間又移治成都縣（今四川省成都市）。漢代州域範圍大致是今日的四川省、貴州省、雲南省大部分，陝西省南部及湖北省、甘肅省各一隅。

## 名稱由來
「益州」原稱「梁州」，出現始於春秋以後，大體指華山、漢江以南的一片區域。春秋戰國時期，百家爭鳴，著書立說，把禹時的九州冠以稱謂，益州即其一。《尚書·禹貢》載：「華陽、黑水惟梁州。」華指今陝西省華山，華陽即為華山之南。黑水其說不一：有今瀾滄江、金沙江、怒江、漢江等。《太康地記》云：「梁者，剛也，取西方金剛之氣剛強，以為名也。其地東據華山，西距黑水。」

## 西漢益州刺史部
西漢時，領蜀郡、巴郡、漢中郡、廣漢郡、武都郡、犍為郡、越巂郡、牂柯郡、益州郡9個郡國。

## 東漢益州刺史部
東漢時，領漢中郡、巴郡、廣漢郡、蜀郡、犍為郡、牂柯郡、越巂郡、益州郡、永昌郡、廣漢屬國、蜀郡屬國、犍為屬國、巴東屬國13個郡國，東漢末置上庸郡、房陵郡、永寧郡（後改稱巴郡）、固陵郡（後改稱巴東郡）、汶山郡、江陽郡等郡，廣漢屬國、蜀郡屬國、犍為屬國分別改稱梓潼郡、漢嘉郡、朱提郡。

## 历任刺史
- 任安（汉武帝末年）
- 王襄（汉宣帝神爵、五凤年间）
- 王吉（汉宣帝时）
- 王尊（汉元帝时，任二年）
- 孙宝（汉成帝鸿嘉年间）
- 李彊（西汉末）
- 繁盛（汉光武帝建武十八年卒、42年）
- 朱辅（汉明帝永平年间至汉章帝初年）
- 张乔（汉安帝元初六年、119年）
- 种暠（汉顺帝、汉质帝之际）
- 李某（汉桓帝永兴二年前、154年）
- 山昱（汉桓帝延熹四年、161年）
- 侯参（汉桓帝延熹八年卒、165年）
- 庞芝（汉灵帝熹平五年至六年、176年—177年）
- 赵伟]（汉灵帝时）
- 刘谯（汉灵帝中平二年、185年）
- 郗俭（汉灵帝中平五年、188年）
- 刘焉（汉灵帝中平六年至汉献帝兴平元年、189年—194年）
- 刘璋（汉献帝兴平元年至建安十九年、194年—214年）
- 刘备（汉献帝建安十九年至二十六年、214年—221年）[1]

### 書籍
- 司馬遷，《史記》，維基文庫
- 班固，《漢書》，維基文庫
- 范曄，《後漢書》，維基文庫
- 司馬彪，《續漢志》，維基文庫
- 陳壽，《三國志》，維基文庫
- 吳增僅，《三國郡縣表》，上海：開明書局，1937
- 葛劍雄，《西漢人口地理》北京：人民出版社，1986年
- 周振鶴，《西漢政區地理》，北京：人民出版社，1987年
- 周振鶴，《漢書地理志匯釋》，安徽：安徽教育出版社，2006年
- 孔祥軍，《三國政區地理研究》，南京：南京大學歷史系，2007年
- 后曉榮，《秦代政區地理》，北京：社會科學文獻出版社，2009年

### 地圖
- 譚其驤，《中國歷史地圖集》，1991年，曉園出版社。ISBN：9571201987
- Google地圖